# Palais national (Barcelone)
Pour les articles homonymes, voir Palais national.
Le Palais national (en espagnol : Palacio Nacional et en catalan : Palau Nacional), situé sur la montagne de Montjuïc à Barcelone, est un palais construit entre 1926 et 1929 pour l'Exposition internationale de 1929. Depuis 1934, il abrite le musée national d'Art de Catalogne.

## Galerie

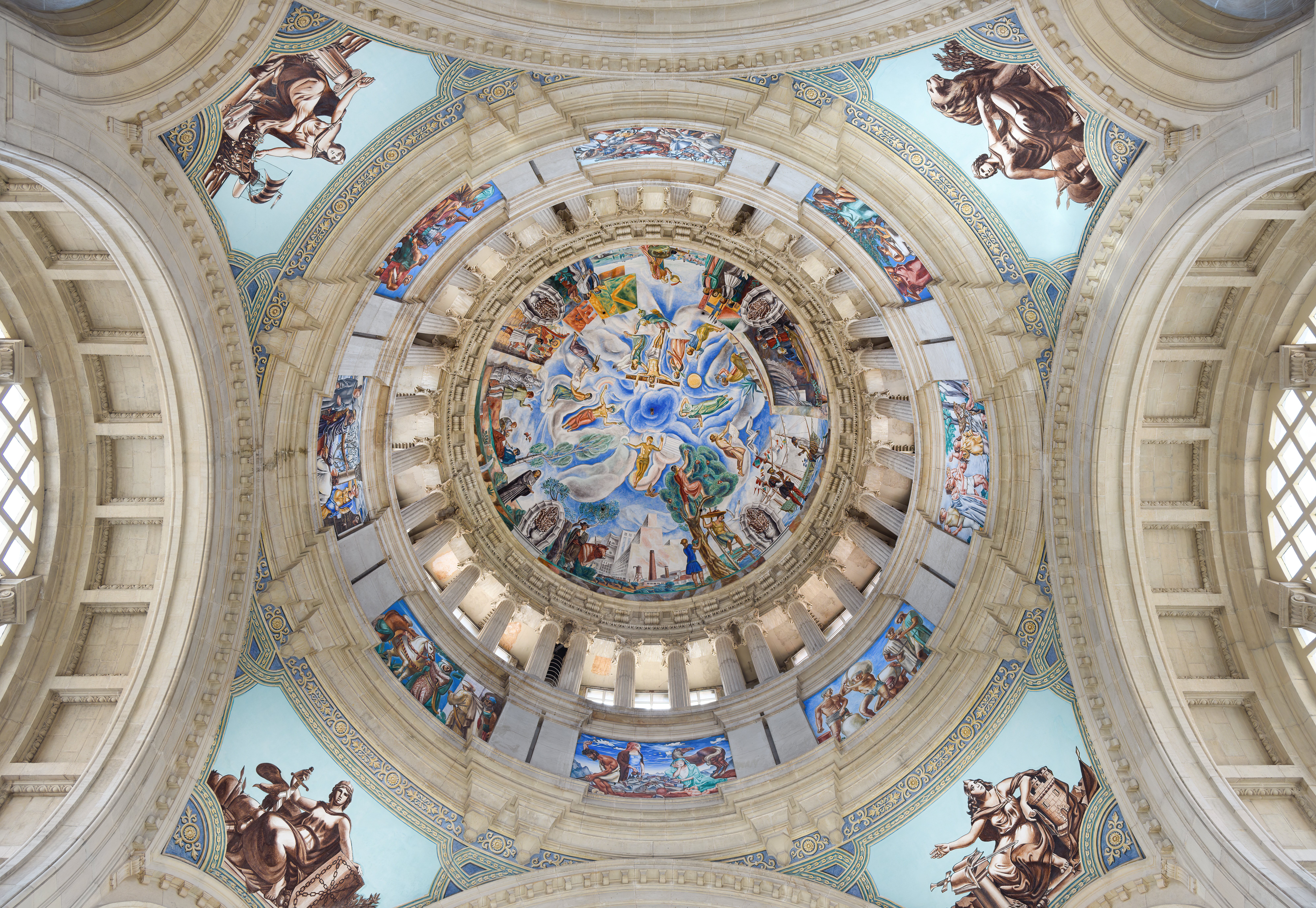
Intérieur de la coupole principale, fresques de Francesc d'Assís Galí.
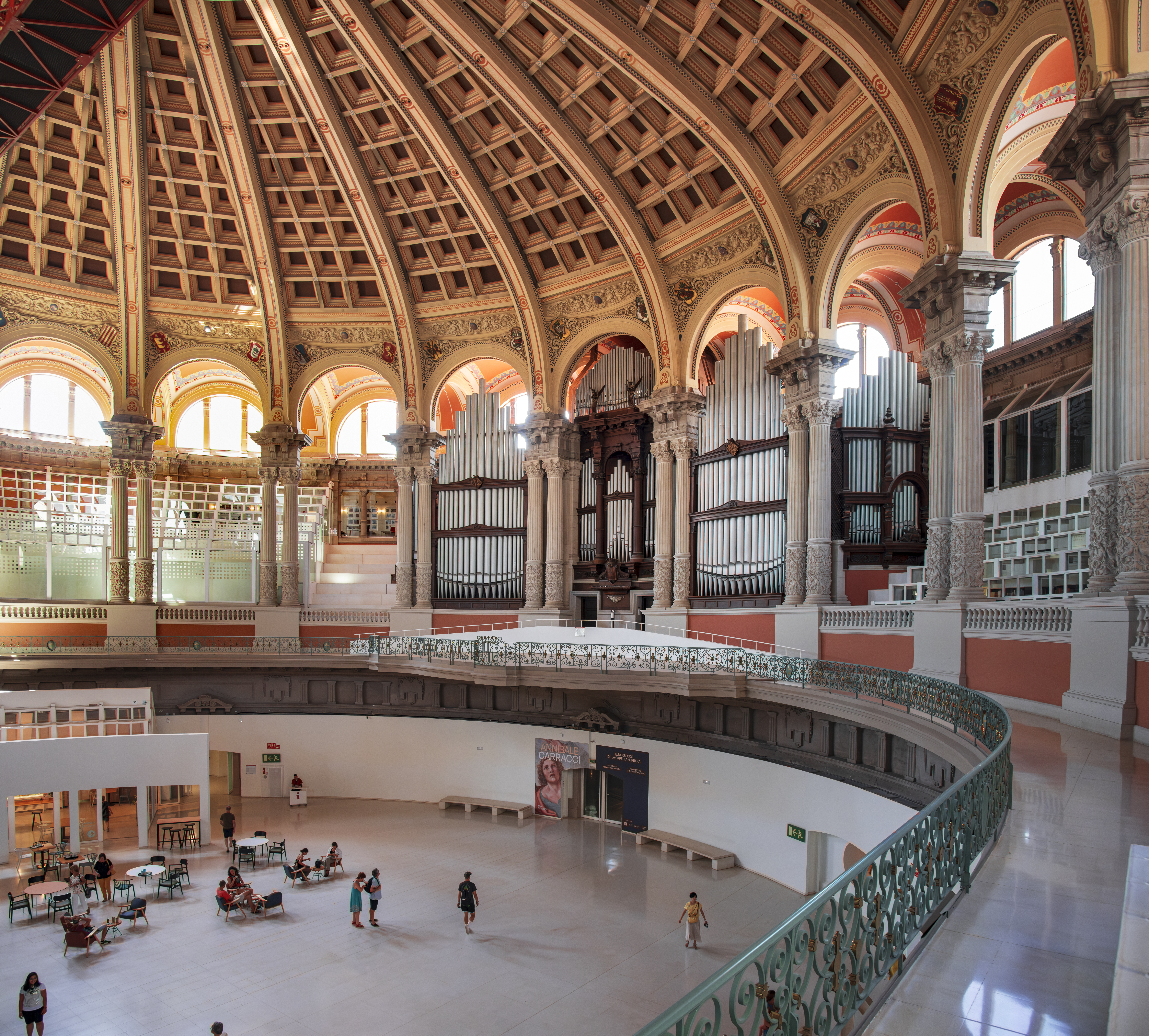
partie sud-Ouest du Saló Oval
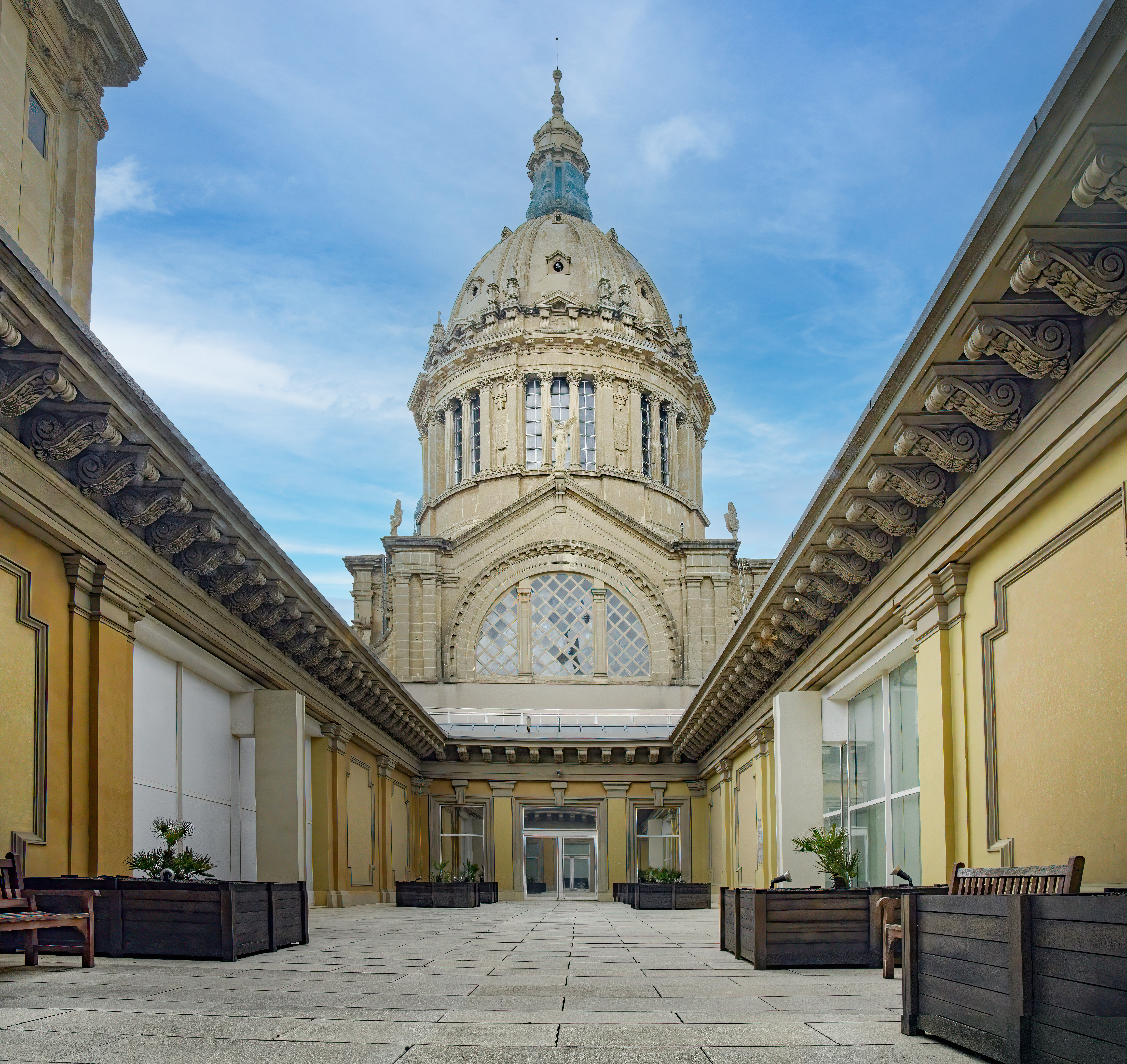
Le dôme central vu de la terrasse ouest
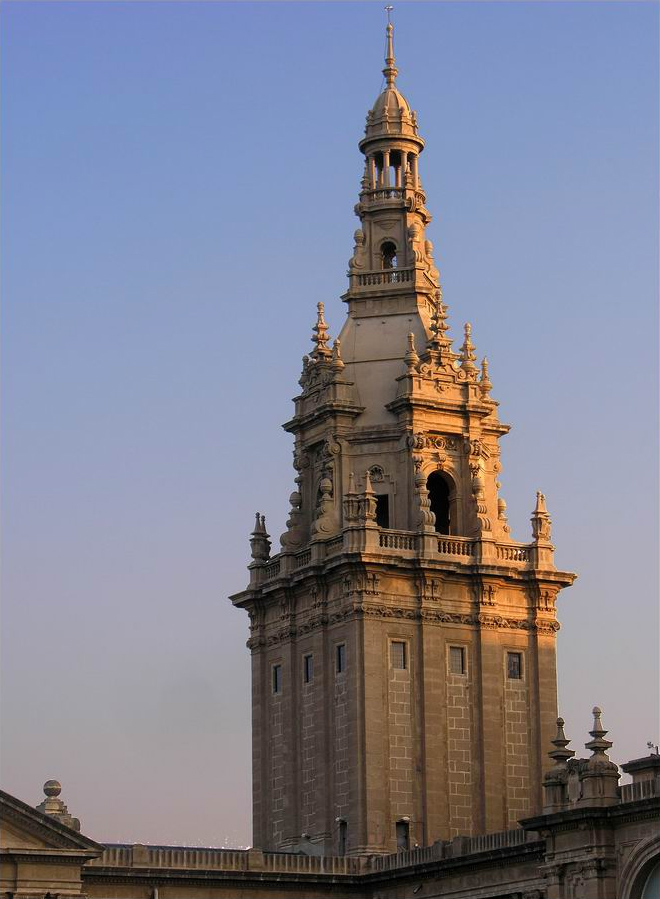
Tour.